# Iris Nentwig-Gesemann
Iris Nentwig-Gesemann (* 1. April 1964 in Rödinghausen) ist eine deutsche Erziehungswissenschaftlerin und Hochschullehrerin.

## Leben
Nentwig-Gesemann legte 1983 das Abitur am Gymnasium am Markt in Bünde ab. Im Anschluss studierte sie bis 1990 Sozial- und Kleinkindpädagogik mit den Nebenfächern Soziologie und Psychologie an der FU Berlin. Das Studium schloss sie als Diplom-Pädagogin ab und absolvierte von 1991 bis 1993 ein Aufbaustudium zu Methoden der qualitativen Sozialforschung an der FU. Von 1990 bis 1995 war sie an der FU wissenschaftliche Mitarbeiterin am Institut für Kleinkindpädagogik. 1998 promovierte sie summa cum laude mit einer Dissertation über die  Krippenerziehung in der DDR (Betreuer: Ralf Bohnsack und Wolfgang Tietze). Im Anschluss war sie erneut als wissenschaftliche Mitarbeiterin an der FU tätig. Seit Oktober 2005 ist Nentwig-Gesemann Professorin für Bildung im Kindesalter an der Alice Salomon Hochschule Berlin und dort Leiterin des Bachelor-Studiengangs „Erziehung und Bildung im Kindesalter“.
Nentwig-Gesemanns Forschungsschwerpunkte liegen unter anderem in den Bereichen der Frühpädagogik und Kindheitsforschung, der Kompetenzentwicklung und den Methoden qualitativer Bildungs- und Evaluationsforschung. Sie ist verheiratet und hat zwei Kinder.

## Schriften (Auswahl)
- Krippenerziehung in der DDR. Alltagspraxis und Orientierungen von Erzieherinnen im Wandel (Zugl.: Berlin, Freie Univ., Diss., 1998), Leske und Budrich, Opladen 1999, ISBN 978-3-8100-2358-2.
- mit Ralf Bohnsack, Arnd-Michael Nohl (Hrsg.): Die dokumentarische Methode und ihre Forschungspraxis. Grundlagen qualitativer Sozialforschung, 3., aktualisierte Aufl., Springer, Wiesbaden 2013, ISBN 978-3-531-19894-1.
- mit Bastian Walther, Elena Bakels, Lisa-Marie Munk: Achtung Kinderperspektiven! Mit Kindern KiTa-Qualität entwickeln, Bertelsmann-Stiftung, Gütersloh 2019, ISBN 978-3-86793-914-0.